# I Call Your Name (A-ha)
I Call Your Name is een nummer van de Noorse band A-ha uit 1990. Het is de tweede single van hun vierde studioalbum East of the Sun, West of the Moon.
De ballad flopte in A-ha's thuisland Noorwegen, maar werd wel een klein hitje in het Verenigd Koninkrijk, Frankrijk, Duitsland en Italië. In Nederland haalde het nummer de 3e positie in de Tipparade.